# Криміналістика
Криміналістика — наука про закономірності злочинної діяльності та її відображення в джерелах інформації, які слугують основою для розробки засобів, прийомів і методів збирання, дослідження, оцінки і використання доказів з метою розкриття, розслідування, судового розгляду та запобіганню злочинів.
Основоположником криміналістики як науки є австрійський юрист і кримінолог Ганс Гросс (нім. Hans Gross).